# Michel Béroff
Michel Béroff (Épinal (Vosgos), 9 de mayo de 1950) es un pianista francés.

## Biografía
Comienza sus estudios musicales  en el conservatorio de Nancy y los prosigue al CNSMD de París donde obtiene el primer premio en 1966. El año siguiente da su primer recital en París. Logra luego el primer premio del Concurso internacional Olivier-Messiaen.
Su carrera lo lleva a través del mundo y toca con directores como Claudio Abbado, Daniel Barenboïm, Leonard Bernstein, Pierre Boulez, Antal Dorati, Christoph Eschenbach, Charles Dutoit, Kurt Masur, Seiji Ozawa, André Previn, Mstislav Rostropovitch, Giuseppe Sinopoli, Georg Solti y Klaus Tennstedt. Actúa también en recitales y en música de cámara al lado de Pierre Amoyal, Jean-Philippe Collard, Augustin Dumay, Barbara Hendricks y Lynn Harrell. Ha estudiado igualmente dirección de orquesta y el repertorio para la mano izquierda.
Sus recientes conciertos incluyen el Concerto n° 2 de Bartók con Pierre Boulez y la Orquesta sinfónica de Londres durante el Festival Boulez en Londres y en París. En 1972 y 1975 visita Sudáfrica. En 1996, efectúa una gira en Japón comprendiendo recitales con obras de Debussy y conciertos con la Orquesta sinfónica de la NHK y la Shinsei Japan Philharmonic.
En 1997, da una serie de conciertos con la Orquesta de la Residencia de La Haya y obras de Stravinski. En París se ha podido oírlo en una integral de la obra para piano de Debussy, en cinco conciertos.
En 1998, vuelve a Japón con la Orquesta Philharmonia, bajo la dirección de Esa-Pekka Salonen.
En 1999, toca en Nueva York con la Orquesta filarmónica de Nueva York y Kurt Masur.
En febrero de 2000, ha efectuado una gira por Inglaterra y por España con la Orquesta filarmónica de Londres bajo la batuta de Kurt Masur.
Michel Béroff enseña al CNSMD de París desde 1989.
Su importante discografía comporta sobre todo las integrales de las obras para piano y orquesta de Liszt, Prokófiev, Stravinski y Ravel, así como obras de Bach, Brahms, Schumann, Moussorgski, Saint-Saëns, Debussy, Ravel, Bartók o Messiaen (del cual permanece como uno de los mejores intérpretes).
Entre sus actuaciones más recientes cabe citar la integral en concierto en París de la obra para piano de Debussy y de Janácek. Michel Béroff ha emprendido, paralelamente a su intensa actividad de solista, una carrera de director de orquesta. Michel Béroff participa regularmente en los jurados de prestigiosos concursos - Tchaïkovsky, Van Cliburn, Leeds, Clara Haskil et Long-Thibaud.
Michel Béroff es el compañero sentimental de la pianista Marie-Josèphe Jude.